# Saab 99
La Saab 99 est un modèle d'automobile fabriqué par le constructeur suédois Saab entre 1968 et 1984.
Dessinée par Sixten Sason, elle affichait un {\displaystyle C_{x}} de 0,37 et fut déclinée en berline 4 et 5 portes, ainsi qu'en coupé 2 et 3 portes (les versions 3 et 5 portes étaient appelées "Sportcombi"). Présentée à la presse le 22 novembre 1967, elle entra en production à l'automne 1968.

## Développement

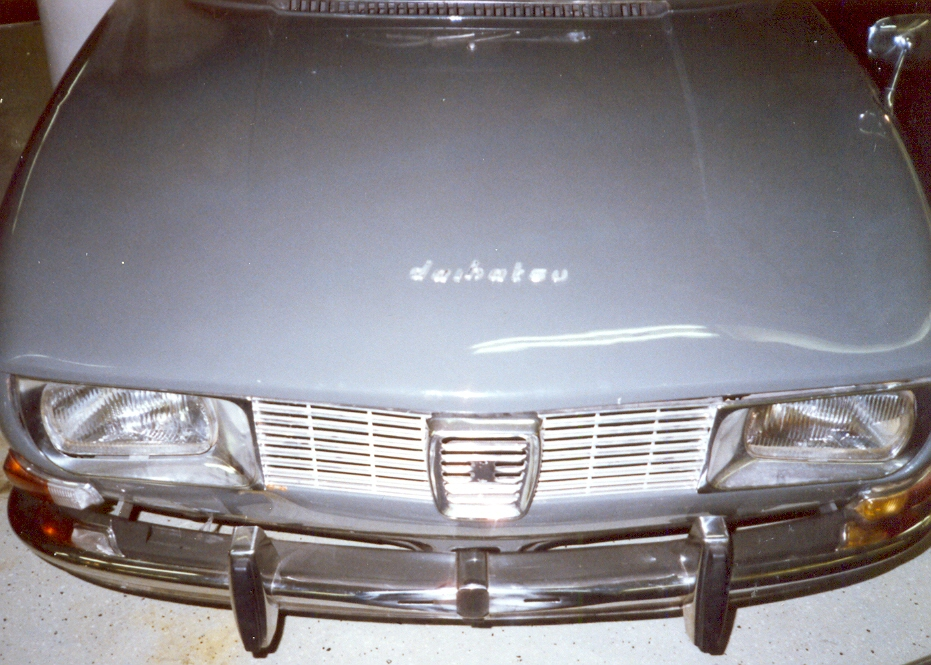
Photo vue de face d'une Saab 99.

Désireux d'investir le marché de voitures plus grandes, Saab démarre un 2 avril 1965 le programme Gudmund, prénom suédois du même jour. Le prototype utilise une Saab 96 élargie de 20 cm, connue sous le nom Paddan (crapeau), dont il existera quatre modèles expérimentaux. La Paddan arborera par discrétion un logo Daihatsu. La ligne générale du véhicule représente une rupture stylistique par rapport aux modèles précédents. Sixten Sason dessine un capot dit « coquillage » qui enveloppe toute la surface avant, et l'arrière adopte ce qui deviendra le traditionnel pilier C courbé comme une crosse de hockey. Le pare-brise se bombe, pour élargir le champ de vision et optimiser l'écoulement de l'air. Au fil des années le dessin va bénéficier de quelques retouches, comme l'adaptation de doubles phares ronds pour le marché américain, un affinage de la calandre et la migration des clignotants avant du pare-chocs vers les ailes. En matière de sécurité la Saab 99 intégrera des lave/essuie-phares de série dès 1970, les pare-chocs à absorption d'énergie en 1971 ainsi que les toutes premières barres de protection latérales dans les portières à partir de 1972. De plus le frein à main agit sur les roues avant.
Mécaniquement, le V4 de la Ford Taunus est abandonné au profit d'un slant-4 élaboré par Triumph, et amélioré peu à peu par les ingénieurs Saab. L'ingénieur motoriste Per Gillbrand y adaptera le premier turbo pour automobile de série, à partir de 1976.

## Motorisations
Cette voiture fut la première Saab à inaugurer le classique moteur « Saab H » de 2 litres, dont plusieurs évolutions seront encore utilisées sur les Saab 9-3 de première génération. Il s'agissait à l'origine d'une adaptation du moteur Triumph Slant-4, celui qui animait la Dolomite, pourvu d'un carburateur Zenith-Stromberg CD développé pour l'occasion. Triumph ne cessera d'en augmenter la cylindrée, passant de l'originel 1,5 litre au 1,7 litre disponible en version injection électronique dès 1970, jusqu'à 1,85 litre à carburateur ou injection à partir de 1971. Saab, qui se chargera ensuite seul du développement du moteur, la portera définitivement à 2,0 litres en 1972 avec le début des moteurs B. La 99 version turbo, commercialisée en 1978, effaçait le 0 à 100 km/h en 8,9 secondes, quand la version à injection se contentait de 11,6 secondes. Au lancement de la 99 en 1968, Saab avait pour objectif d'y installer le moteur Triumph V8 (en) 3.5L de la Triumph Stag. 28 prototypes ont été équipés de ce moteur, mais le projet n'a jamais abouti et aucune Saab 99 n'en a été équipée.
- 1.7 à carburateur - 1 709 cm3 - 80 ch (59 kW)
- 1.7i à injecteur Bosch EFI - 1 709 cm3 - 87 ch (64 kW)
- 1.85 à carburateur - 1 854 cm3 - 86 ch (63 kW)
- 1.85i à injecteur Bosch EFI - 1 854 cm3 - 95 ch (70 kW), 103 ch (76 kW)
- 2.0 à carburateur - 1 985 cm3-100 ch (74 kW), 108 ch (79 kW) avec double carburateur
- 2.0i à injecteur Bosch Jetronic - 1 985 cm3 - 110 ch (81 kW), 95 ch (70 kW), 118 ch (86 kW) EMS
- 2.0t - 1 985 cm3 - 143 ch (107 kW)

## Modèles

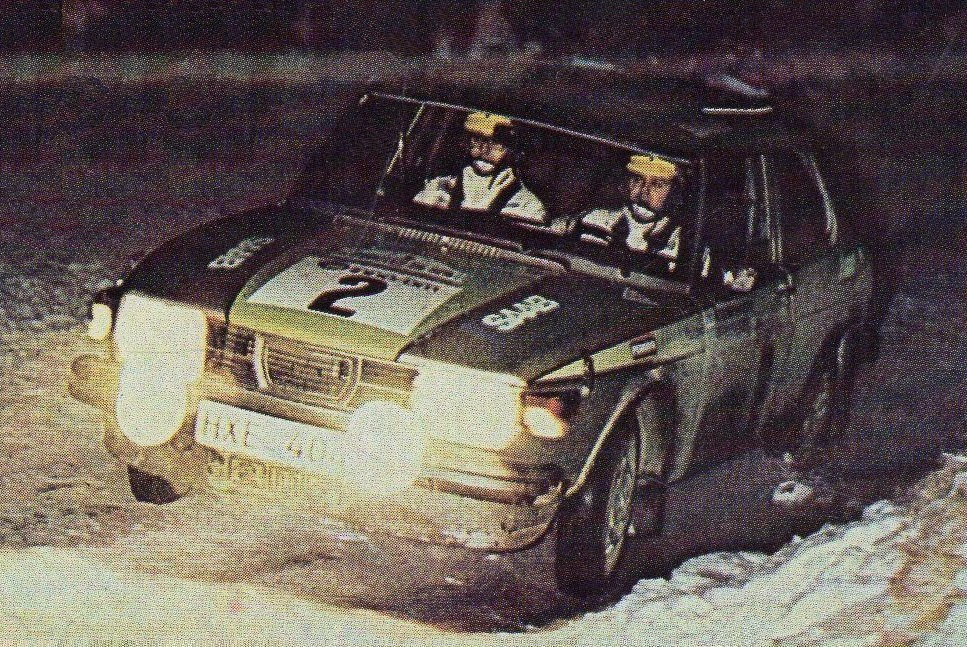
Stig Blomqvist, en janvier 1975 sur Saab 99 EMS : 1er au AT-HUS Trofen, en Suède.

- EMS : sorti en 1972, l'EMS (Electronic Manual Special) était un modèle sportif disponible uniquement en version 2 portes. Elle bénéficiait d'une suspension renforcée et d'une peinture métallisée argent. Le moteur de 1 985 cm3 à injection délivrait 118 ch et permettait une vitesse maximale de 175 km/h.
- SSE : vendu aux États-Unis pour satisfaire la demande alors que l'EMS y était indisponible, la SSE arborait un toit en vinyle noir et proposait une transmission automatique.
- X7 : sorti en 1973, modèle très basique commercialisé uniquement en Suède et au Danemark.
- L : Luxe, modèle sorti en 1973 avec le moteur 1,85 litre.
- GL : Grand Luxe, modèle pouvant être équipée d'une boîte 5 vitesses en option dans ses dernières années de production. Et première version équipée du nouveau moteur appelé "H" dans sa version B201 de 100 ch, à partir de 1982.
- GLE : Grand Luxe Elegant/Extra, sorti en 1976. La version la mieux dotée avec un moteur à double carburateurs, la direction assistée et une transmission automatique.
- GLs : Grand Luxe Super, identique à la GL mais avec un moteur à injection lui procurant 110 ch.
- Turbo : sorti en 1978, avec un moteur de 2,0 litres à injection munit d'un turbocompresseur développant 143 ch. Elle était disponible avec une carrosserie 2 ou 3 portes. Elle cessa d'être produite en 1982, laissant la Saab 99 disponible uniquement en version GL pour les 2 dernières années de production du modèle.
- Finlandia : une version limousine de la GLE avec un châssis rallongé de 20 cm, sortie en 1977 et commercialisée uniquement en Finlande.

La production de la Saab 99 cessera en 1984. Laissant la place à la Saab 90, une 99 avec un arrière recarossé à l'image de celui de la 900, conservant la même face avant et le même habitacle que sa devancière. Elle représentera l'entrée de gamme de Saab jusqu'en 1987, où elle cessera d'être produite.

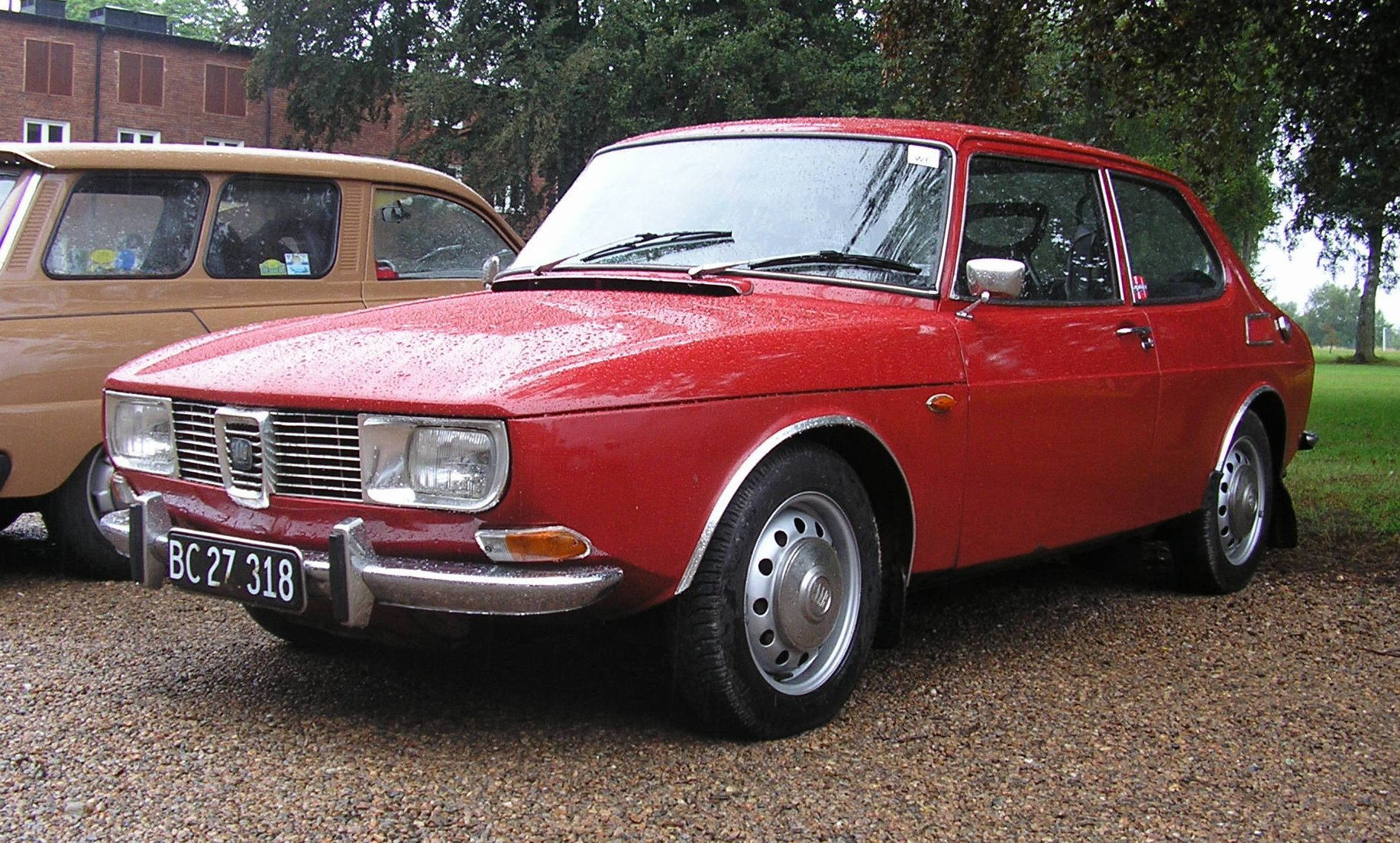
Version 1969.
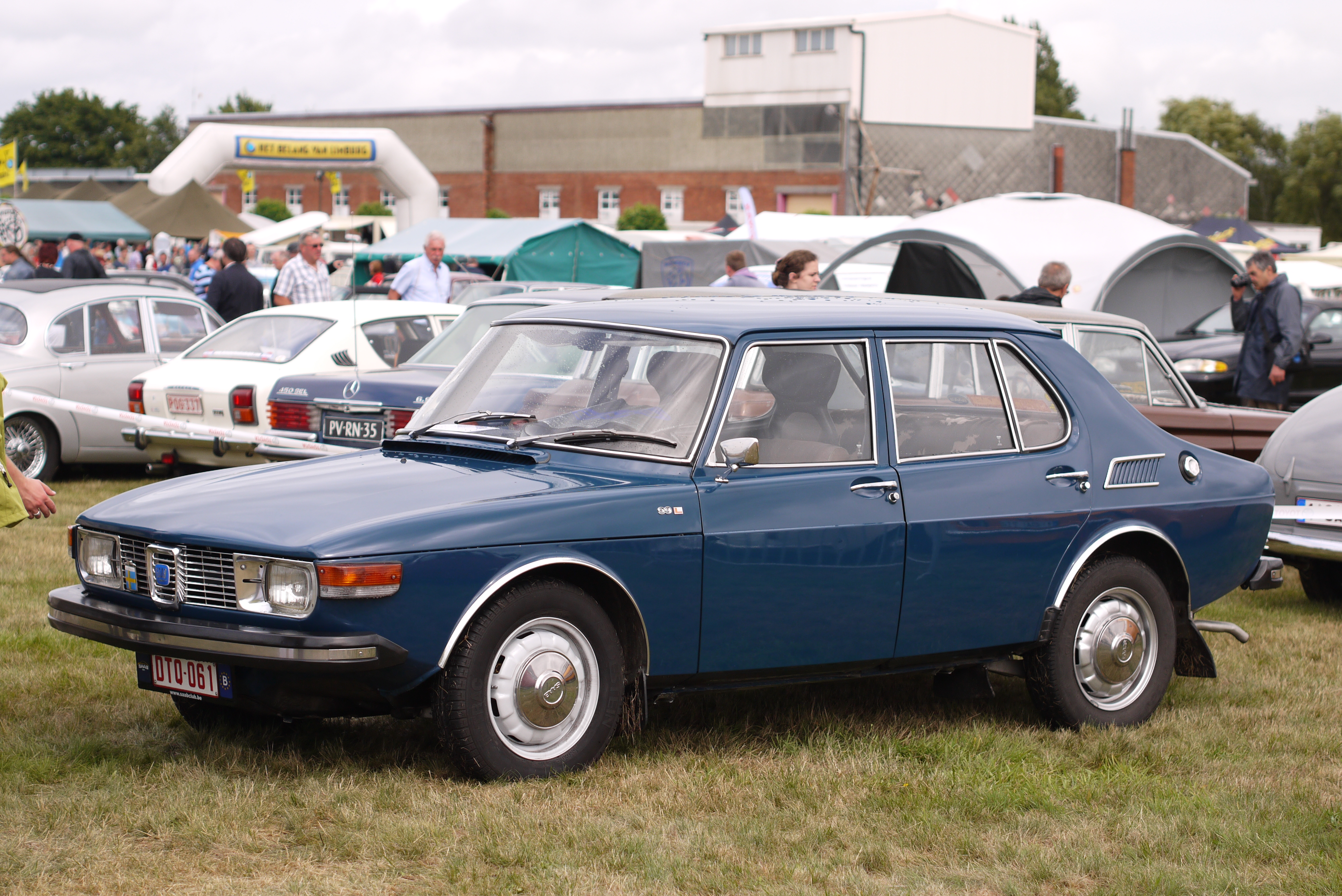
Version 1971 à 4 portes.
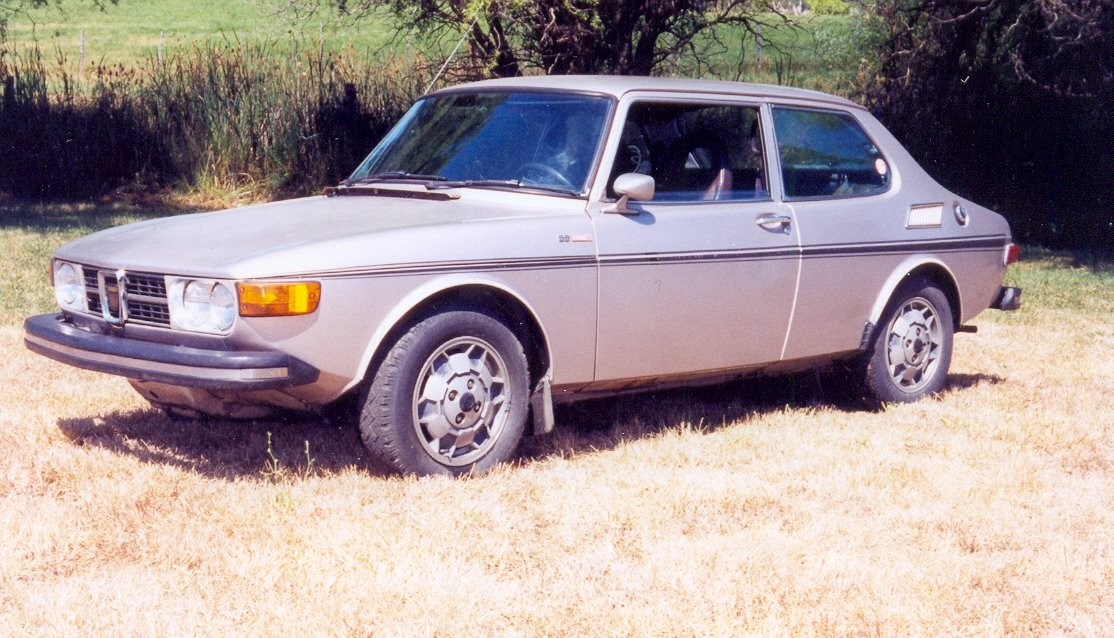
Version 1974 phares ronds ( marché nord américain )
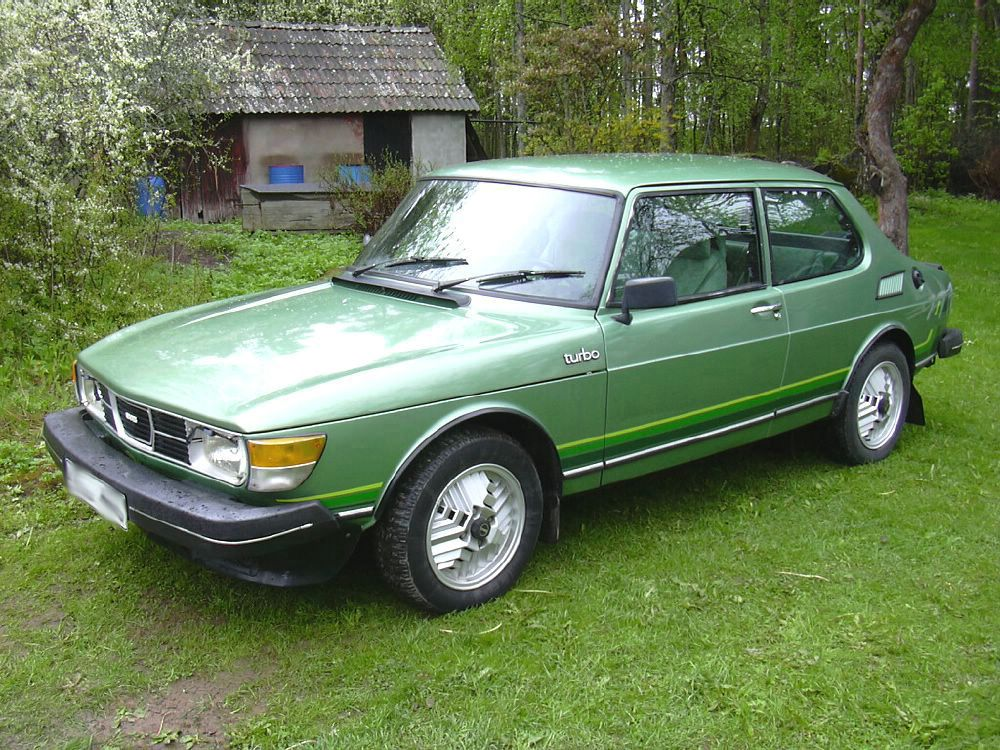
Version 1978 (turbo).
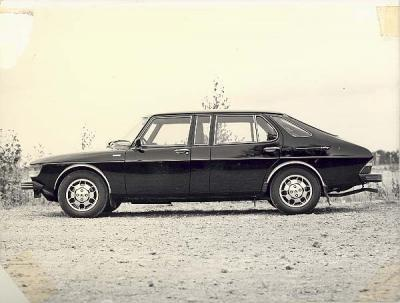
Saab 99 Finlandia